# Кошмаш-Тойси
Кошма́ш-Тойси́ (чув. Кӑшмас) — деревня в Ибресинском районе Чувашской Республики. Входит в состав Андреевского сельского поселения.

## География
Находится в центральной части Чувашии на расстоянии менее 5 на северо-восток по прямой от районного центра посёлка Ибреси.

## История
Жители – чуваши, до 1835 государственные, до 1863 удельные крестьяне. Жители занимались земледелием, животноводством. В начале 20 века действовала общественная мельница, имелись кузнечные и бондарные производства. В 1869 году в ней было учтено 235 жителей. В 1918 году учтено 53 жителя, в 1897 году 62 двора и 346 жителей, в 1926 — 88 дворов и 415 жителей, в 1939 году — 405 человек, в 1979 году — 379. В 2002 году — 85 дворов, 2010 — 77 домохозяйств. В период коллективизации образован колхоз «Коммунар», в 2010 году работало ОАО «Рассвет».

## Население
Постоянное население составляло 279 человек (чуваши 95 %) в 2002 году, 227 в 2010.